# Creonus lloydi
Creonus lloydi är en insektsart som beskrevs av William D. Funkhouser. Creonus lloydi ingår i släktet Creonus och familjen hornstritar. Inga underarter finns listade i Catalogue of Life.